# Philippe de Champaigne
Philippe de Champaigne (26 de maig de 1602, Brussel·les - 12 d'agost de 1674, París) és un pintor francès clàssic d'origen brabantí.

## Biografia
Nascut en una família pobre, jove, Philippe de Champaigne rebutja entrar al taller de Rubens a Anvers. És un alumne de Jacques Fouquières, pintor paisatgístic de Brussel·les. Desitja visitar Roma, però arriba a París el 1621 i s'instal·la al barri llatí al collège de Laon, on inicia una amistat amb Nicolas Poussin i treballa amb els manieristes Georges Lallemand i Nicolas Duchesne, la filla del qual serà la seva esposa el 1628. Abandona el taller de Lallemand al voltant del 1625 i comença a treballar pel seu compte. Havent tornat a Brussel·les, és cridat de nou un any més tard per Claude Maugis, intendent dels edificis de Maria de Mèdici per participar-hi a la decoració del palau de Luxemburg, les obres principals del qual són una sèrie de grans quadres que relataven la vida de la comanditària per Rubens. Champaigne hi pinta diversos frescos als sostres. Decora també el carmel del suburbi de Saint-Jacques, una de les drassanes preferides de la reina. L'església fou destruïda durant la Revolució, però diversos quadres, conservats en museus, podrien formar part de la decoració principal (Presentació al Temple a Dijon, Ressurrecció de Llàçar a Grenoble, Assumpció de la Verge al Louvre)

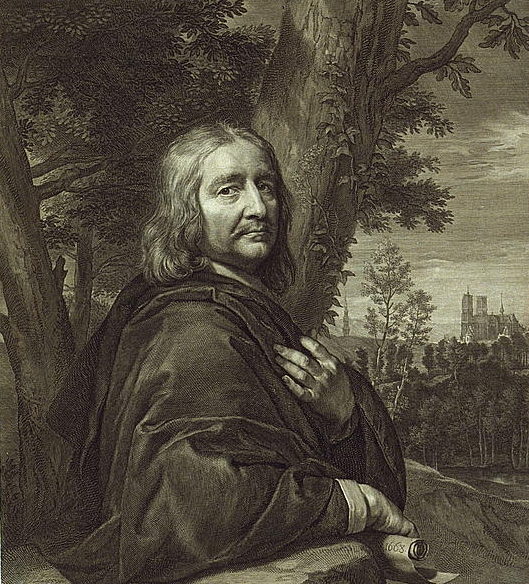
Autoretrat (1668). Gravat de Gérard Edelinck (1676).

Després de la mort del seu protector Duchesne, treballa per a la reina, Maria de Mèdici, i per a Richelieu. Ell és l'únic pintor autoritzat a pintar el Cardenal Richelieu amb hàbits de cardenal: el pinta onze vegades. És, juntament amb Simon Vouet, un dels dos pintors més reputats del regne. Rep el 1629 les seves lettres de nautralité (cartes de naturalitat). Decora el Palau Reial de París, la cúpula de la capella de la Sorbona i altres edificis de la capital francesa, com l'església Saint-Germain-l'Auxerrois. Fa diversos quadres per a la catedral de Notre-Dame de París, els quals són desitjos de Louis XIII, datats del 1638. Els seus talents el fan mereixedor de la plaça de primer pintor de la reina i una pensió de 1.200 lliures. És rebut el 1648 membre fundador de l'Acadèmia reial de pintura i escultura.
A partir del 1648 s'apropa als jansenistes i esdevé el pintor de Port-Royal a París, després de Port-Royal-des-Champs on hi realitza una sèrie de quadres.
Després del 1654, s'encara a la concurrència de Charles Le Brun. Decora l'apartament d'Anna d'Àustria al Val-de-Gràce i el refectori de l'hospital (Le Repas chez Simon le pharisien, 1656, Nantes, essent el més gran dels cinc quadres previstos per al lloc). Fou nomenat professor el 1655. El 1657 pinta una sèrie de tres grans quadres per a l'església Saint-Gervais-Saint-Protais de París sobre la vida dels dos sants, dels quals l'Apparition à Saint Ambroise (Aparició a Sant Ambròs) i La Translation des corps des deux Saints (El Trasllat dels cossos dels dos Sants), es troben al Louvre. A partir del 1654 participa en la decoració del Palau de les Teuleries, aquest cop sota la direcció de Charles Le Brun.
Al final de la seva vida, la seva activitat pedagògica esdevé més important: tot i que no ha perdurat cap escrit de la seva pròpia mà, existeixen transcripcions d'altres sobre les seves conferències, publicades per André Félibien el 1668.

## L'obra

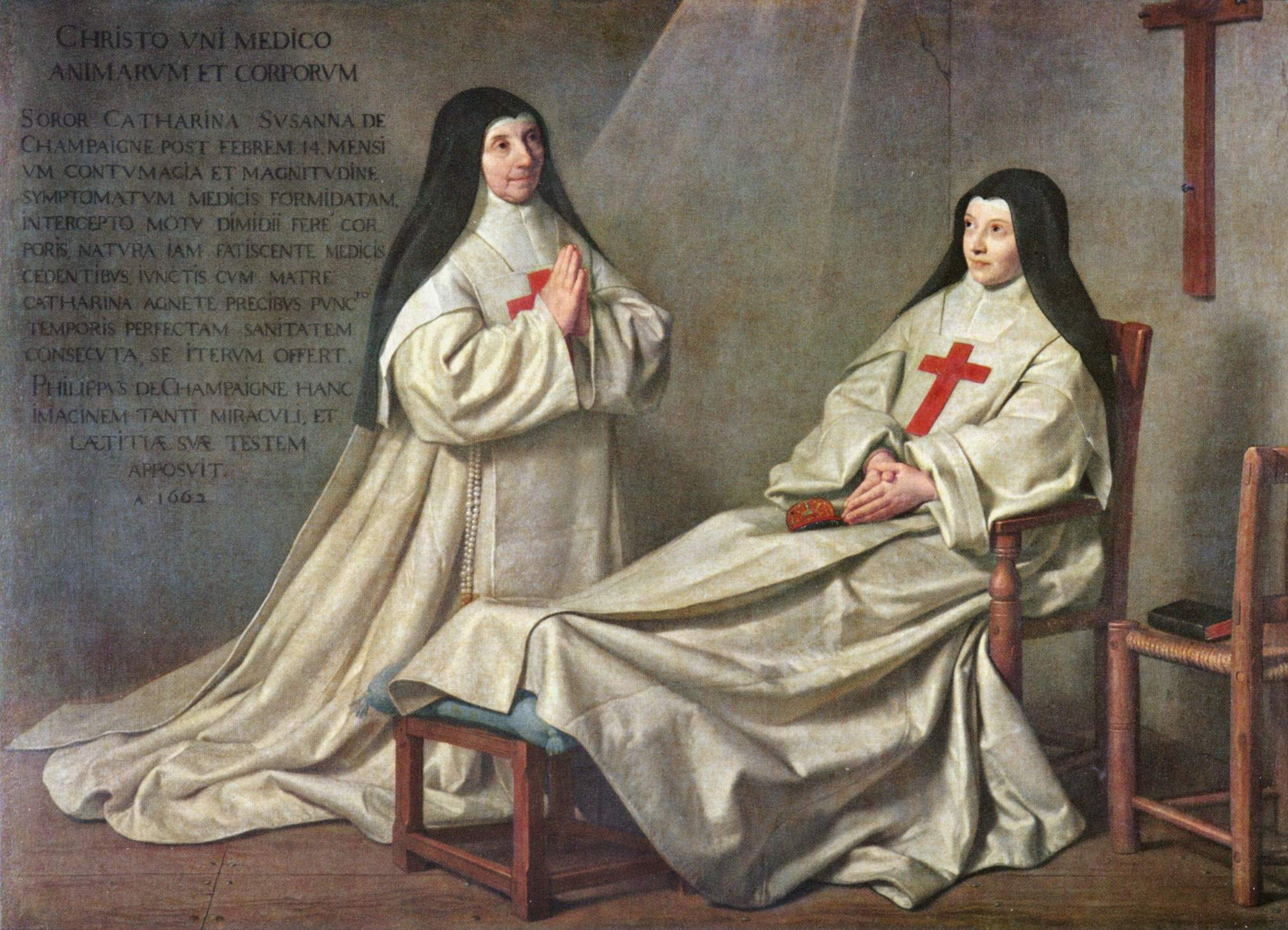
Ex-voto (1662).

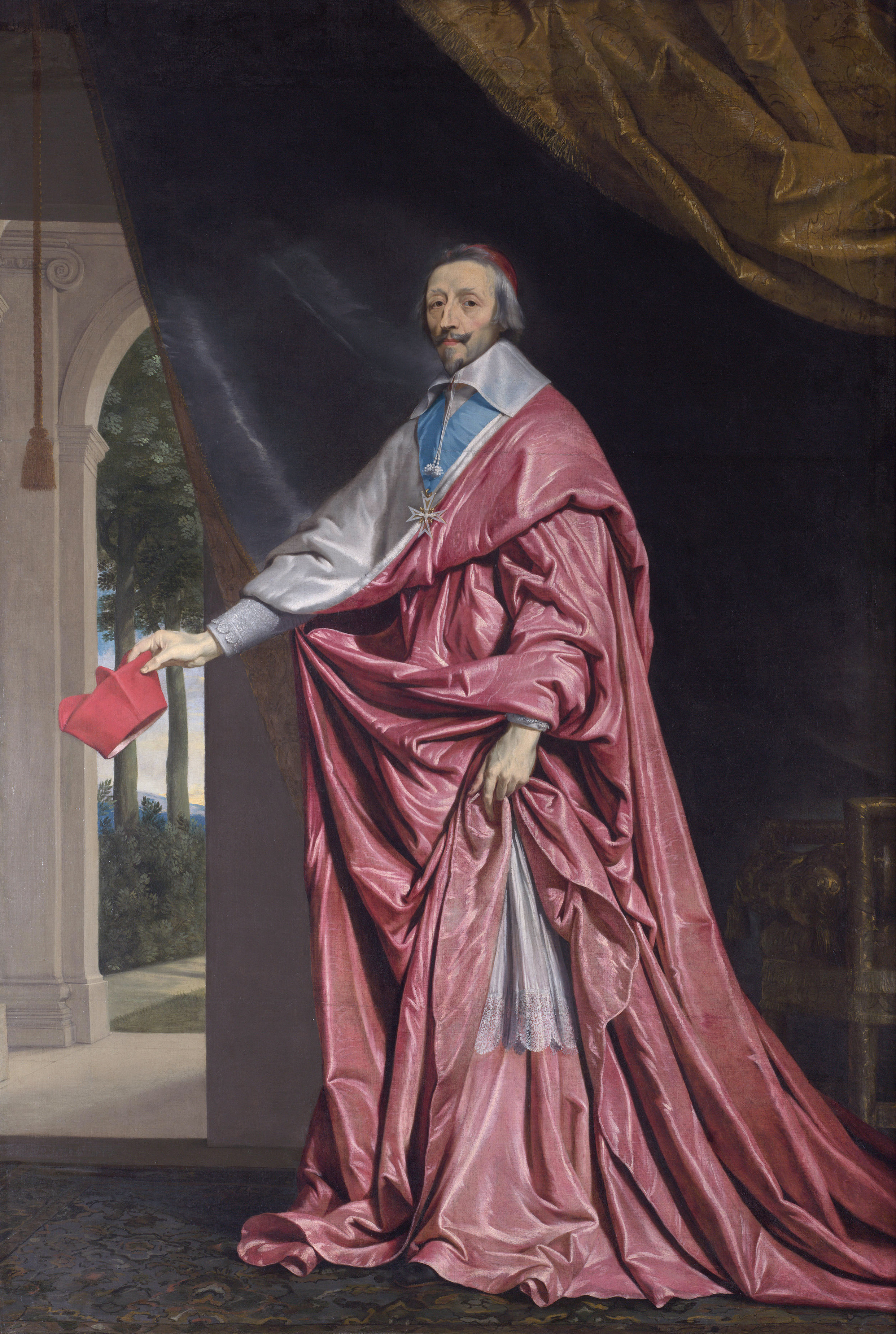
Cardenal Richelieu

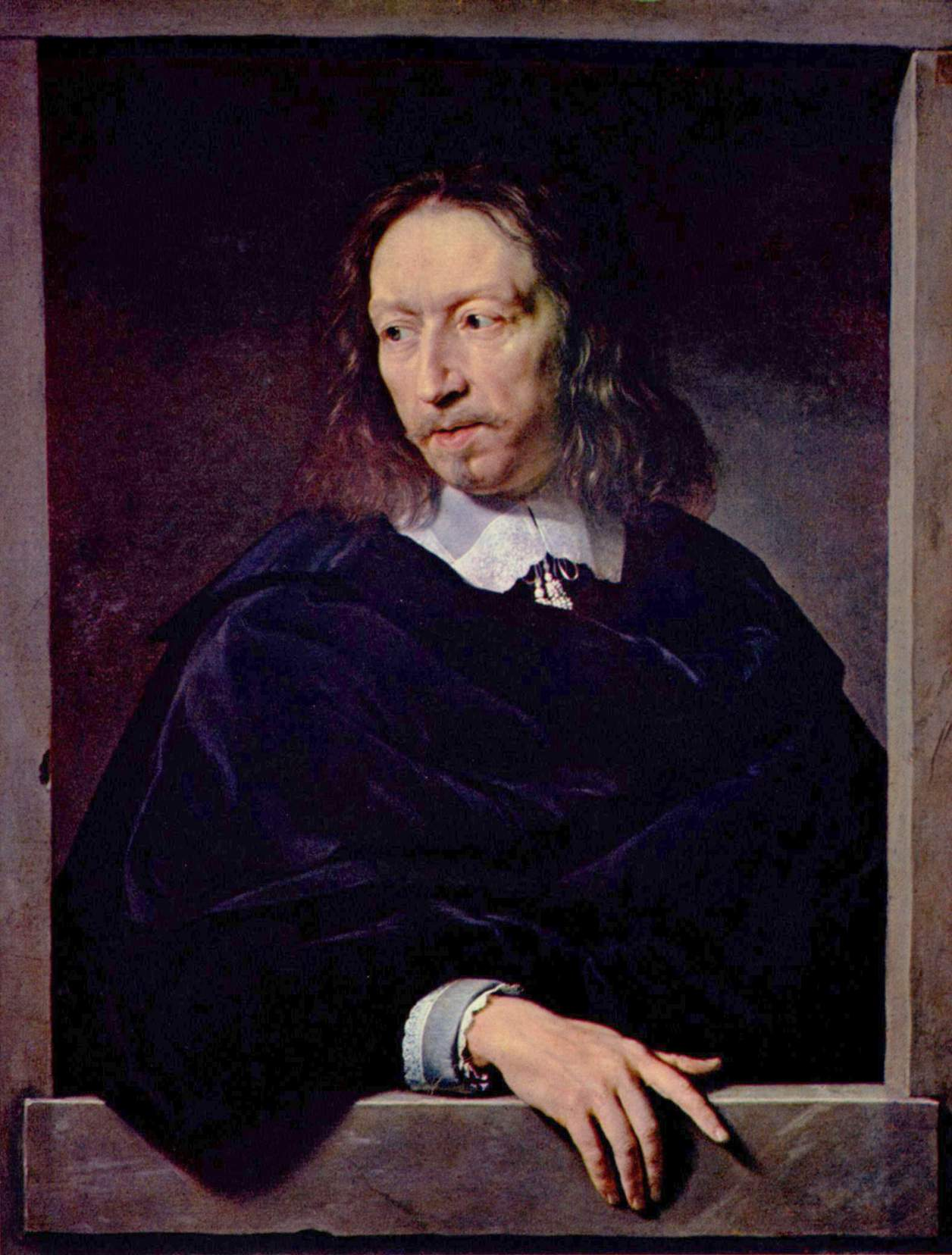
Retrat d'Arnaud d'Andilly (1650).

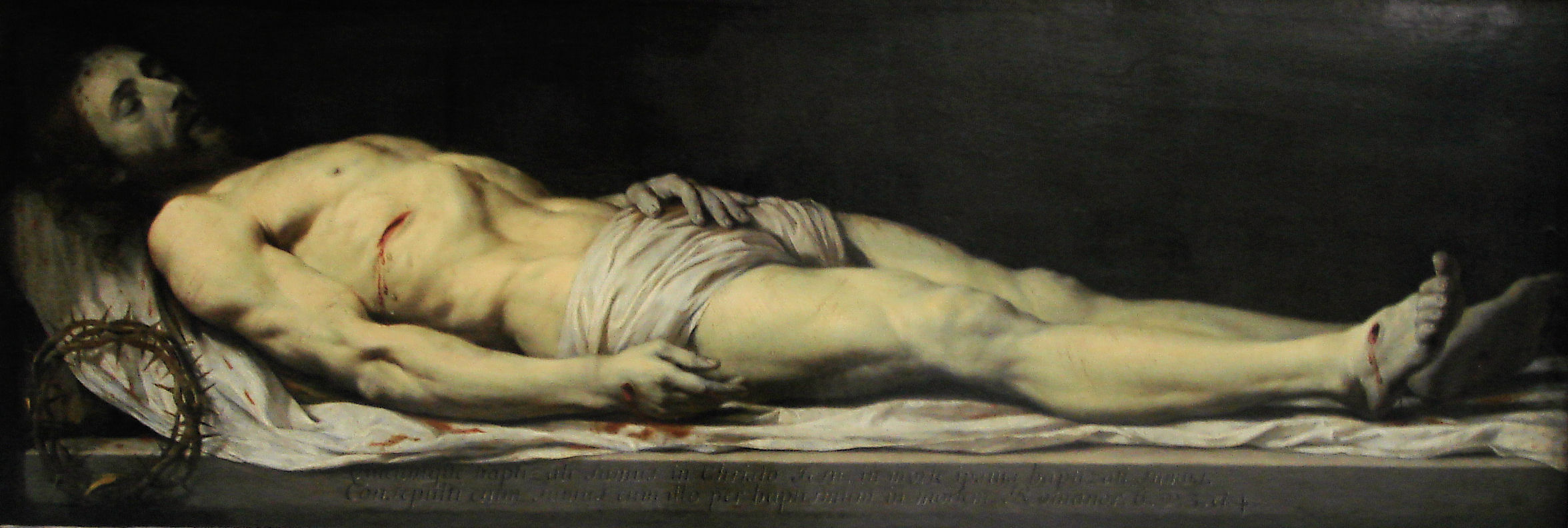
El Crist mort jacent sobre un llençol

Philippe de Champaigne és un pintor clàssic, essencialment religiós, proper als jansenistes, després que la seva filla paralitzada fou miraculosament curada al convent de Port-Royal, esdeveniment que ell celebrarà en el seu cèlebre i tanmateix atípic Ex-voto el 1662, llenç místic d'acció de gràcia. Aquest quadre, avui conservat al Louvre, representa la filla de l'artista amb la seva mare superior Agnès Arnauld.
Philippe de Champaigne esdevé un pintor excepcional per l'esclat dels seus colors, el blau gairebé sobrenatural, i el rigor de les seves composicions. Com feu Pascal, ens parla tant de les nostres grandeses com de les petiteses. Grandesa i respecte pels poderosos, evidentment, glòria de França, compassió real per aquells que pateixen també, però per damunt de la grandesa incommensurable de la natura i de Déu. Ell exalta per torn les majestats i les figures d'humilitat com en l'Adoració dels pastors (1648), la Presentació al Temple i la Ressurrecció de Llàçar, en el sentiment pictòric de la presència dels cossos, dels rostres, de les mans. Philippe de Champaigne toca la perfecció amb l'esplendor dels paisatges, que té l'origen en una subterrània influència flamenca, i els rostres, psicològics, impenetrables.
La seva obra és vasta, ens ha deixat nombrosos quadres religiosos i retrats famosos i molt apreciats. L'Alta Noblesa, prínceps de l'Església, grans empleats de l'Estat, parlamentaris, tota la Cort i la Villa posen davant d'ell i el fan pintar figures on hi neguen expressar expressions passatgeres, ell vol agafar l'ésser profund dels seus models.
Influenciat per Rubens al principi de la seva carrera, el seu estil ve de la continuació més i més austera. La seva assiduïtat al treball l'havia donat una facilitat sorprenent. Deixà un munt de trossos valorats, que decoraven els edificis públics, les esglésies (Val-de-Grâce, Sorbona, Saint-Séverin, Saint-Merry, Saint-Médard (Basílica Notre-Dame-du-Port a Clarmont d'Alvèrnia) i a cases particulars. A partir del 1661, el seu crèdit disminueix. S'ha quedat fora de la moda, en endavant és l'hora de Charles Le Brun. Envelleix dolçament i mort el 12 d'agost del 1674. Serà l'ocasió per les religioses de Port-Royal de mencionar-lo en llur obituari com a "bon pintor i bon creient".
No va practicar molt el paisatge com a tema principal, encara que sigui omnipresent en molts dels seus quadres com a Els Miracles de Santa Maria penitent (1656, Museu del Louvre).

## Escrits sobre Philippe de Champaigne
De Philippe de Champaigne, com bé s'ha dit més amunt, no ha arribat cap escrit. No obstant això, André Félibien, el seu contemporani, n'ha deixat una biografia que en fa referència, Entretiens sur les vies et les ouvrages des plus excellents peintres anciens et modernes, publicada entre el 1666 i el 1668. Roger de Piles també va escriure'n una nota biogràfica, aquest cop posterior a la seva mort.

## Principals exposicions

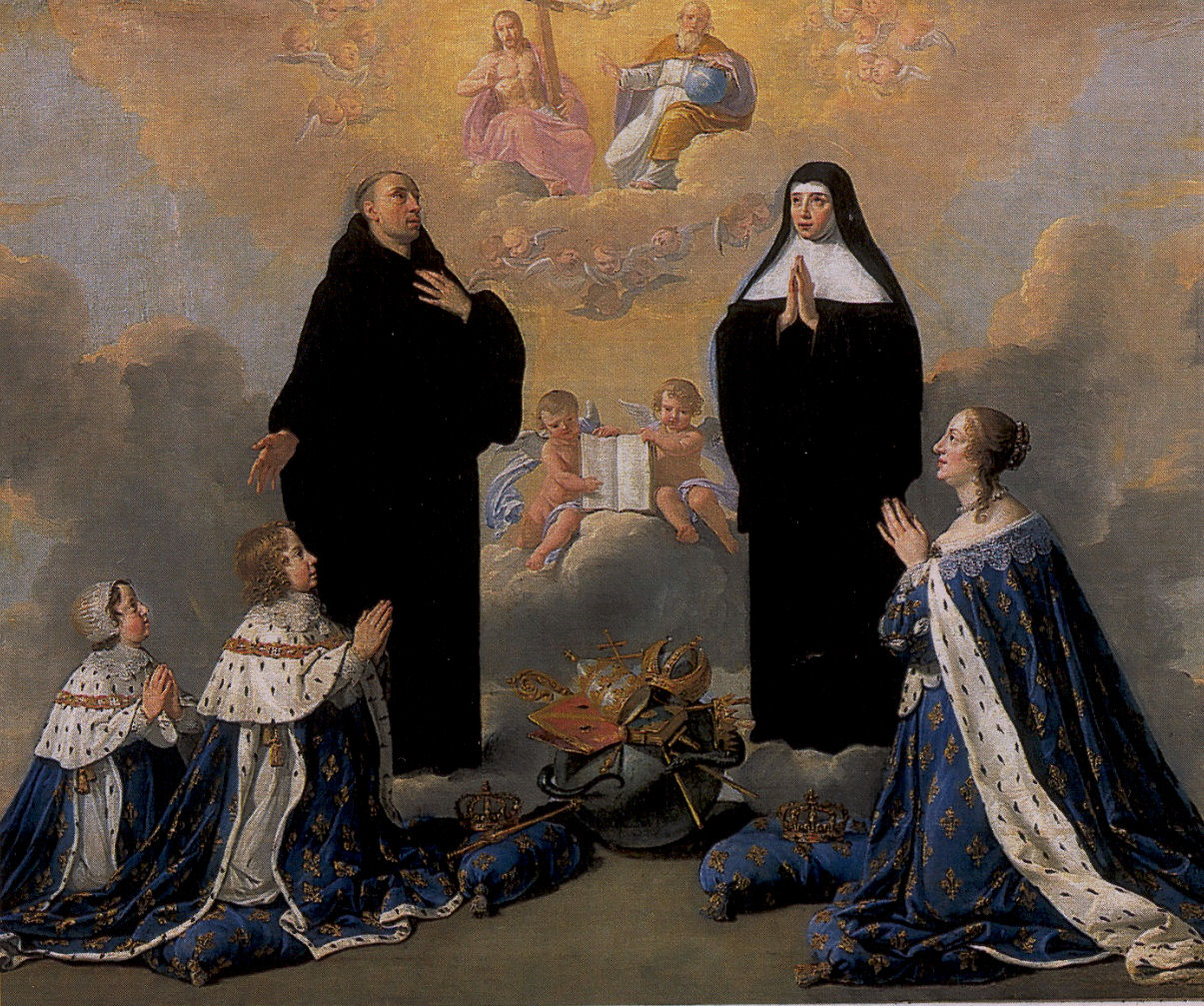
Anna d'Àustria i els seus fills pregant a la Santíssima Trinitat amb Sant Benet i Santa Escolàstica

- París, Museu de l'Orangerie, 1952: catàleg redactat per Bernard Dorival.
- Magny-les-Hameaux, Museu Nacional de les Granges de Port-Royal, Philippe de Champaigne i Port-Royal, juny-octubre del 1957: catàleg redactat per Bernard Dorival.[1]
- Magny-les-Hameaux, Museu Nacional de les Granges de Port-Royal, Philippe de Champaigne i Port-Royal, 28 d'abril-28 d'agost del 1995: catàleg redactat per Philippe Le Leyzour i Claude Lesnée.[1]
- Palau de les Belles-Arts de Lille.[2]
- Museu Rath, Genève, setembre del 2007-gener del 2008.[3]
- Évreux, Museu d'Évreux, A l'escola de Philippe de Champaigne, 18 de novembre del 2007-17 de febrer del 2008: catàleg redactat sota la direcció de Dominique Brême, amb la participació de Frédérique Lanoë.